# Mantíli
Mantíli (Mandili) är en ort i Grekland.   Den ligger i prefekturen Nomós Serrón och regionen Mellersta Makedonien, i den nordöstra delen av landet, 300 km norr om huvudstaden Aten. Mantíli ligger 290 meter över havet och antalet invånare är 105.
Terrängen runt Mantíli är huvudsakligen kuperad, men norrut är den bergig.Runt Mantíli är det ganska glesbefolkat, med 28 invånare per kvadratkilometer. Närmaste större samhälle är Alistráti, 4,6 km nordost om Mantíli. Trakten runt Mantíli består till största delen av jordbruksmark.